# Serralada de les Cascades
La serralada de les Cascades o serralada Cascades (en anglès: Cascade Range o Cascades) és una gran serralada de l'oest d'Amèrica del Nord, que s'estén des de la Colúmbia Britànica a l'estat de Washington i Oregon al nord de Califòrnia. Inclou muntanyes no volcàniques i volcàniques. Fa uns 1.000 km de nord a sud i una amplada mitjana de 129 km. El Mont Rainier amb 4.395 m d'altitud és el cim més alt.
Totes les erupcions conegudes històricament als Estats Units contigus han tingut lloc en aquesta serralada inclosa la més recent del Mont Saint Helens de 1980 i les menors del 2006.

## Geografia

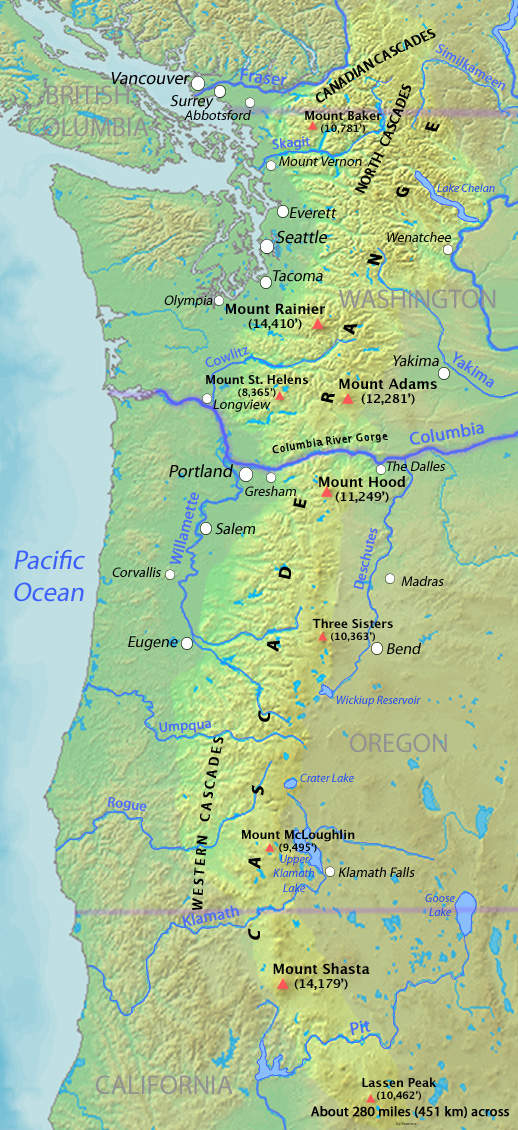
Mapa de les Cascades amb volcans.

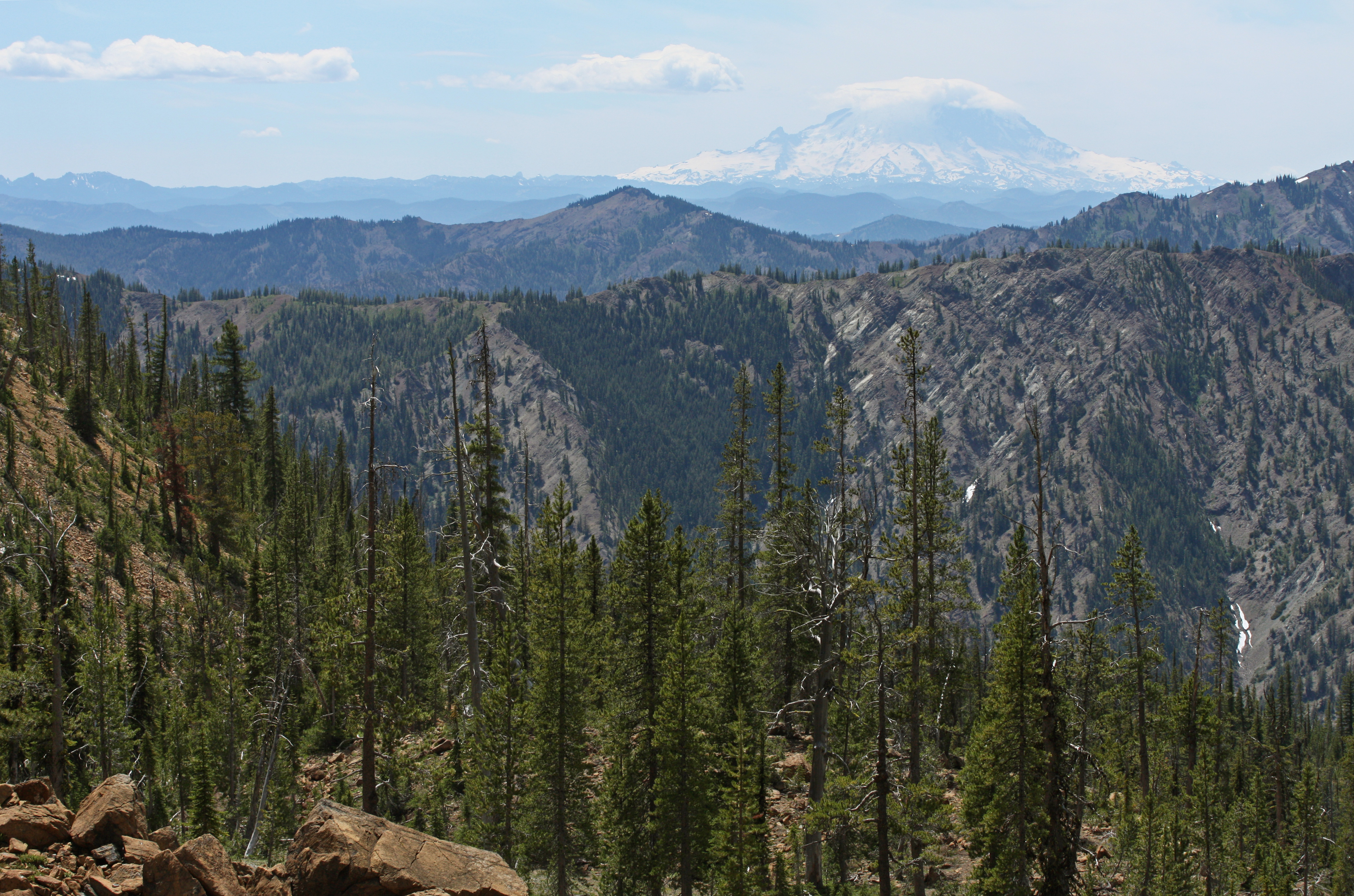
Mont Rainier

Plaques tectòniques a les Cascades

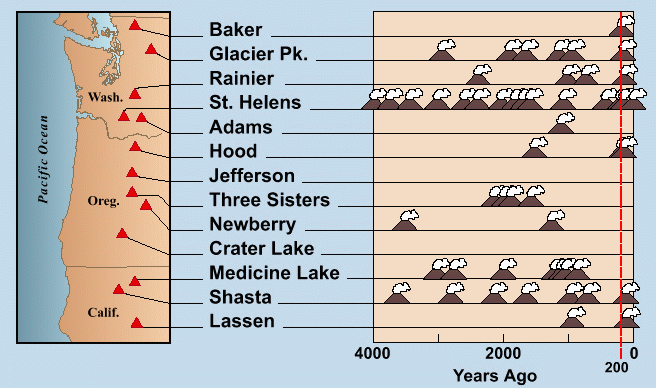
Erupcions a les Cascades en 4.000 anys

Els volcans més alts de les Cascades es troben a la zona de High Cascades i tenen una altitud gairebé doble que les muntanyes que les envolten. Mont Rainier, fa 4.395 m. d'altitud. La part nord de les Cascades es coneix com a North Cascades als Estats Units. La pluviometria dels vessants oest d'aquesta serralada és molt alta fins a 3.800 litres a l'any. També el Llac Helen (prop del pic Lassen), és un dels llocs on neva més del món. Al vessants humits de l'oest de les muntanyes estan cobertes per boscos d'avet de Douglas entre altres arbres mentre al vessant est que és més sec per l'efecte d'ombra pluviomètrica, es troba el pi ponderosa.

## Història
Els amerindis bitterroot salish van desenvolupar la seva pròpia mitologia per explicar l'existència d'aquesta serralada.
El 1792 l'explorador britànic George Vancouver va arribar-hi i donà noms en anglès a aquestes muntanyes.

## Àrees protegides
Compta amb quatre parcs nacionals dels Estats Units i parc provincials:
- Lassen Volcanic National Park
- Crater Lake National Park
- Mount Rainier National Park
- North Cascades National Park